# Mikvaot

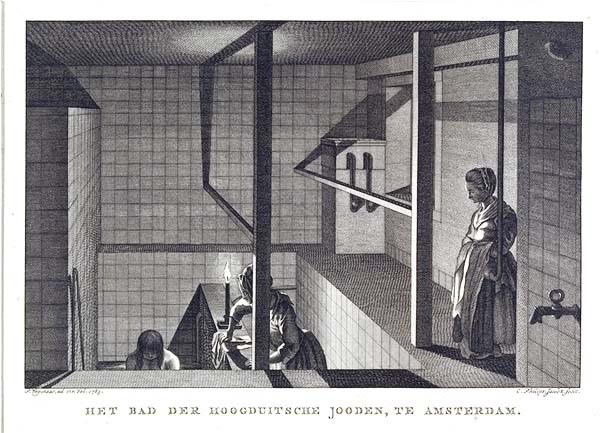
Una micvé d'Amsterdam, Països Baixos.

El tractat talmúdic de Mikvaot (en hebreu: מסכת מקואות) (transliterat: Masechet Mikvaot) és una secció de la Mixnà i del Talmud, que parla sobre la construcció i el manteniment d'una Micvé, un bany ritual jueu. Com la major part de l'ordre talmúdic de Tohorot, Mikvaot està present solament a la Mixnà, i no té un comentari a la Guemarà, ni al Talmud de Jerusalem, ni al Talmud de Babilònia. El tractat té 10 capítols i 83 versicles en total.